# Erwin Reiter
Pour les articles homonymes, voir Reiter.
 (septembre 2018).
Si vous disposez d'ouvrages ou d'articles de référence ou si vous connaissez des sites web de qualité traitant du thème abordé ici, merci de compléter l'article en donnant les références utiles à sa vérifiabilité et en les liant à la section « Notes et références ».
Erwin Reiter (né le 25 septembre 1933 à Julbach, mort le 19 décembre 2015) est un sculpteur autrichien.

## Biographie
Erwin Reiter est élève de 1949 à 1953 du HTBLA Hallstatt et étudie à l'académie des beaux-arts de Vienne auprès de Fritz Wotruba dont il devient l'assistant en 1964. En 1959, il épouse la peintre Edda Seidl-Reiter. En 1968, Reiter devint chargé d'enseignement à l'académie des beaux-arts de Vienne auprès de Wander Bertoni. Erwin Reiter fait également partie du cercle des artistes soutenus par Otto Mauer. En 1973, il est nommé professeur de sculpture à l'université des arts et de design industriel de Linz, où il dirige la classe de sculpture jusqu’à sa retraite en 2001. Il est membre honoraire de la Société germanophone de psychopathologie de l'expression (DGPA).

## Œuvre

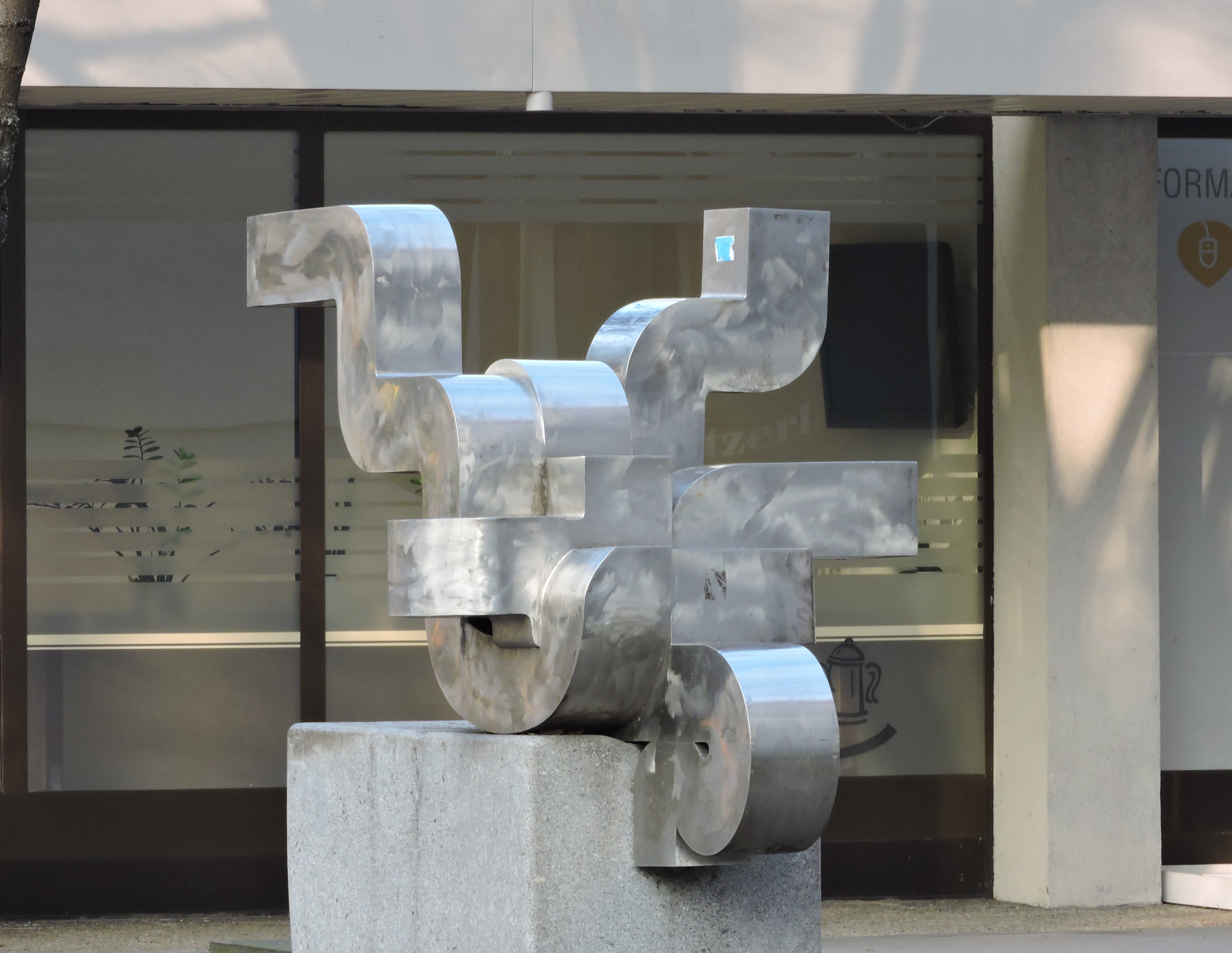
Astronaute, Vienne.

Le travail d'Erwin Reiter se caractérise par la vague ou le flux, qui façonne toutes ses figures à la fois dans l'image et dans le plastique (généralement en acier au chrome-nickel). Strömung est aussi le nom de la figure qui se tient sur la rive du Danube à Linz devant le Forum Metall en 1977 et qui est un motif fréquemment utilisé sur de nombreuses cartes postales de Linz. En dehors des galeries d'exposition, des musées et des collectionneurs, ses œuvres sont situées à la sortie d'autoroute Schwarzach de Salzbourg, à l'entrée de la commune de Kollerschlag, ainsi que la fontaine de Julbach. En outre, il existe à Julbach un musée en plein air à l'accès libre, un lieu où on peut voir avant tout les œuvres destinées à la Place de l'Humanité (Plaza) ainsi que le thème Hukepak.